# Chondraster elattosis
Chondraster elattosis är en sjöstjärneart som beskrevs av Hubert Lyman Clark 1923. Chondraster elattosis ingår i släktet Chondraster och familjen kuddsjöstjärnor. Inga underarter finns listade i Catalogue of Life.